# Leaena collaris
Leaena collaris är en ringmaskart som beskrevs av Hessle 1917. Leaena collaris ingår i släktet Leaena och familjen Terebellidae. Inga underarter finns listade i Catalogue of Life.